# Рудолф I (Тюбинген)
Рудолф I (на немски: Rudolf I, * ок. 1160, † 17 март 1219) е пфалцграф на Тюбинген от 1182 до 1219 г.

## Биография
Той е първият син на пфалцграф Хуго II фон Тюбинген († 1182) и Елизабет фон Брегенц (* 1152, † сл. 1 април 1216), единствената дъщеря-наследничка на граф Рудолф I фон Брегенц и Куреция (Raetia prima) и втората му съпруга Вулфхилд от Бавария († сл. 1160), дъщеря на херцог Хайнрих IX (Бавария), наричан Хайнрих Черния. Майка му е близка роднина на император Фридрих Барбароса († 1190) и на Велфите.
Около 1183 г. Рудолф основава манастир Бебенхаузен като фамилно гробно място (Премонстрантски манастир). Рудолф разменя земи с епископия Шпайер църквата „Св. Мартин“ в Маймсхайм и получава затова необходимите земи за основаването на манастира. По време на кралските избори през 1198 г. Рудолф е за Фридрих II Барбароса от династията Хоенщауфен и през 1212 г. му помага да пресече Алпите в Реция.

## Фамилия
Рудолф I се жени пр. 30 юли 1181 г. за графиня Мехтхилд фон Глайберг-Гисен (* ок. 1155, † 12 януари сл. 1203), дъщеря на граф Вилхелм фон Глайберг († 1177) и на съпругата му Салома фон Гисен-Изенбург († сл. 1197). Тя е наследничка на Гисен. Двамата имат децата:
- Хуго III (V) (ок. 1185 – 26 юли 1216), пфалцграф на Тюбинген, баща на пфалцграф Конрад I († 1253)
- Рудолф II (ок. 1185, † 1 ноември 1247), пфалцграф на Тюбинген
- Вилхелм (ок. 1190 – ок. 1252/1256), граф на Асперг-Гисен
- Елизабет († сл. 1223), монахиня в манастир „Св. Маргаретен“ във Валдкирх

От друга връзка:
- дъщеря, омъжена за маркграф Готфрид II фон Ронсберг († май 1208), син на граф и маркграф Хайнрих I фон Ронсберг († 1191) и Удилхилд фон Гамертинген († 1191)